# ウラジーミル・クロエドフ

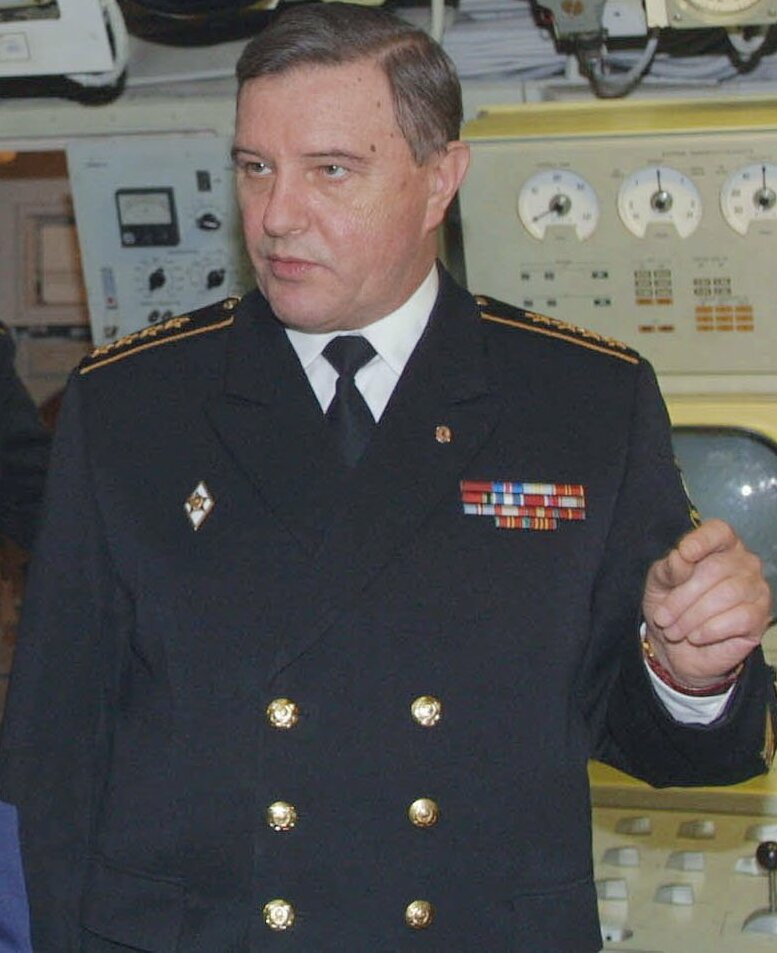
2001

ウラジーミル・イワノヴィチ・クロエドフ（Владимир Иванович Куроедов, Vladimir Ivanovich Kuroyedov, 1944年9月5日 - ）は、ロシア連邦の軍人。元ロシア海軍総司令官。上級大将。
沿海地方バンブロヴォ駅出身。1967年、S.O.マカロフ名称太平洋高等海軍学校を卒業。卒業後、太平洋艦隊に勤務し、警備艦の航法戦闘班長、艦長、対潜艦旅団参謀長を歴任。
1978年、海軍アカデミーを優秀で卒業し、太平洋艦隊において水域警備艦旅団参謀長、掃海艇旅団長、小艦隊参謀長を歴任。1989年、ロシア連邦軍参謀本部軍事アカデミーを金メダルで卒業し、太平洋艦隊の小艦隊司令官、バルト艦隊参謀長を歴任。
1996年2月から太平洋艦隊司令官。1997年7月から海軍参謀総長。同年11月7日、海軍総司令官に任命。
2004年3月23日、クロエドフは、突然「原子力巡洋艦ピョートル・ヴェリキーがいつ爆発してもおかしくない状況にある」と発表した。彼は、ピョートル・ヴェリキーが原子炉を搭載していることの危険性を強調し、核爆発の危険性を匂わせるような発言を公式の場で行った。しかし、同日夕方には、「原子力システムの保安設備は正常に稼動しており、核爆発の危険はない」と前言を翻し、「居住区画などの状態が基準に達していないだけで、同艦が危険な状態にあるとの報道は、事実に反している」と語った。
何故クロエドフが、突然このような発言を行ったのかについては様々な憶測が流れ、「北方艦隊上層部を失脚させる為に嘘の情報を流した」という見方や、海軍総司令部内の派閥対立が背景にあるという観測も出た。
当時のピョートル・ヴェリキー艦長ウラジーミル・カサトノフ大佐の叔父で、1990年代半ばにロシア海軍総司令官第一代理（副総司令官）を勤めたイーゴリ・カサトノフ退役大将は、前年に起こった2003年8月の退役原潜K-159沈没事故の際の対応を巡り、クロエドフ総司令官を激しく批判しており、クロエドフがこれを「逆恨み」して、イーゴリの甥で現役海軍大佐のウラジーミル・カサトノフの経歴に傷を付け、あわよくば失脚させようとしたようである。事実彼は、「居住区画などの状態が基準に達していない」事で、艦長の責任を問う、などと発言している。
彼は、ロシア軍の上級大将の定年である61歳の誕生日を前に解任された。
クロエドフの解任については、対立する2つの見方がある。彼が海軍の数多くの厄介事（クルスク沈没を含む）に責任があったため（ジェームスタウン財団）、あるいは大統領が海軍において、より厳しい規律の必要性を強調しようとしたために（ベローナ財団）、首になったと推測されている。
妻帯、1児を有する。